# Zimowe Igrzyska Azjatyckie 1986
I Zimowe Igrzyska Azjatyckie odbyły się w Japonii, w Sapporo w dniach od 1 marca do 8 marca 1986. Startowało 430. sportowców którym rozdano 35 kompletów medali w 7 dyscyplinach.
Pomysł organizacji Zimowych Igrzysk Azjatyckich pojawił się w 1982, decyzja zapadła dwa lata później w Seulu. Zgromadzenie Generalne Olimpijskiej Rady Azji postanowiła nadać status miasta gospodarza Sapporo. Atutami tego miasta było doświadczenie w organizacji Zimowych Igrzysk Olimpijskich w 1972, a także posiadanie odpowiednich obiektów sportowych.

## Dyscypliny
- Narciarstwo alpejskie (4)
- Biathlon (3)
- Biegi narciarskie (6)
- Hokej na lodzie (1)
- Short track (8)
- Łyżwiarstwo szybkie (9)
- Łyżwiarstwo figurowe (4)

### Dyscypliny pokazowe
- Skoki narciarskie (1)

## Reprezentacje
- Chińska Republika Ludowa
- Hongkong
- Indie
- Japonia
- Korea Południowa
- Mongolia
- Korea Północna

## Klasyfikacja medalowa
| Zimowe Igrzyska Azjatyckie 1986 Klasyfikacja Medalowa |                          |       |         |         |       |
| miejsce                                               | państwo                  | Złoty | Srebrny | Brązowy | Razem |
| 1                                                     | Japonia                  | 29    | 23      | 6       | 58    |
| 2                                                     | Chińska Republika Ludowa | 4     | 5       | 12      | 21    |
| 3                                                     | Korea Południowa         | 1     | 5       | 12      | 18    |
| 4                                                     | Korea Północna           | 1     | 2       | 5       | 8     |
|                                                       | razem                    | 35    | 35      | 35      | 105   |